# Tony Rome
Tony Rome (conocida como Hampa dorada en España y bajo su título original en Hispanoamérica) es una película estadounidense de 1967, dirigida por Gordon Douglas. Protagonizada por Frank Sinatra en el papel principal. Basada en la novela Miami Mayhem de Marvin H. Albert.

## Argumento
Tony Rome (Frank Sinatra) es un expolicía que se gana la vida como investigador privado. Un día, recibe una llamada telefónica de su excompañero Ralph Turpin (Robert J. Wilke), que trabaja como detective de hotel, y le pide, para evitar un escándalo, que se encargue de llevar a su casa a una joven chica que ha sido encontrada ebria e inconsciente en una habitación de hotel donde el trabaja. Ella es Diana Pines (Sue Lyon), la hija del magnate de la construcción Rudolph Kosterman (Simon Oakland), quien luego de recibir a su hija, le ofrece un contrato a Tony, para que averigüe el porqué del actuar irracional de su hija. Diana descubre más tarde que un caro broche de diamantes que había usado la noche anterior, había desaparecido. La madrastra de Diana, Rita Kosterman (Gena Rowlands) y Diana, deciden también contratar a Tony, para que recupere el broche extraviado. Esta situación de doble contrato entre Rudolph Kosterman, Rita y Diana, lleva a Tony a una situación llena de problemas para él, a la que se suma el asesinato de su excompañero Turpin, quien es encontrado muerto en la casa flotante de Tony.

## Reparto
- Frank Sinatra como Tony Rome
- Jill St. John como Ann Archer
- Sue Lyon como Diana Pines
- Gena Rowlands como Rita Kosterman
- Simon Oakland como Rudy Kosterman
- Richard Conte como Lt. Dave Santini
- Robert J. Wilke como Turpin
- Jeffrey Lynn como Boyd
- Lloyd Bochner como Rood
- Jeanne Cooper como Lorna
- Shecky Greene como Catleg
- Rocky Graziano como Packy

Deanna Lund interpretó a una estríper lesbiana, sin embargo, avergonzada de su papel, pidió que quitaran su nombre en los créditos de la película. Lund aparece en el cartel de la película.

## Producción
La hija de Frank Sinatra, Nancy Sinatra, canta la canción Tony Rome, incluida en su álbum The Hit Years (Rhino Records, Inc.).

## Secuela
Una secuela de la película llamada Lady in Cement, fue filmada en 1968, actuando Frank Sinatra junto a Raquel Welch y Dan Blocker.